# 모나코 공녀 가브리엘라

모나코 공녀 가브리엘라의 모노그램

가브리엘라 공녀(Princess Gabriella, Countess of Carladès, 2014년 12월 10일 ~)은 모나코 공국의 공녀이다. 알베르 2세와 모나코 공비 샤를린의 법적 장녀이다.